# Acolastus ivanovi
Acolastus ivanovi là một loài bọ cánh cứng trong họ Chrysomelidae. Loài này được Jacobson miêu tả khoa học năm 1925.